# Anna lehrt Maria das Lesen

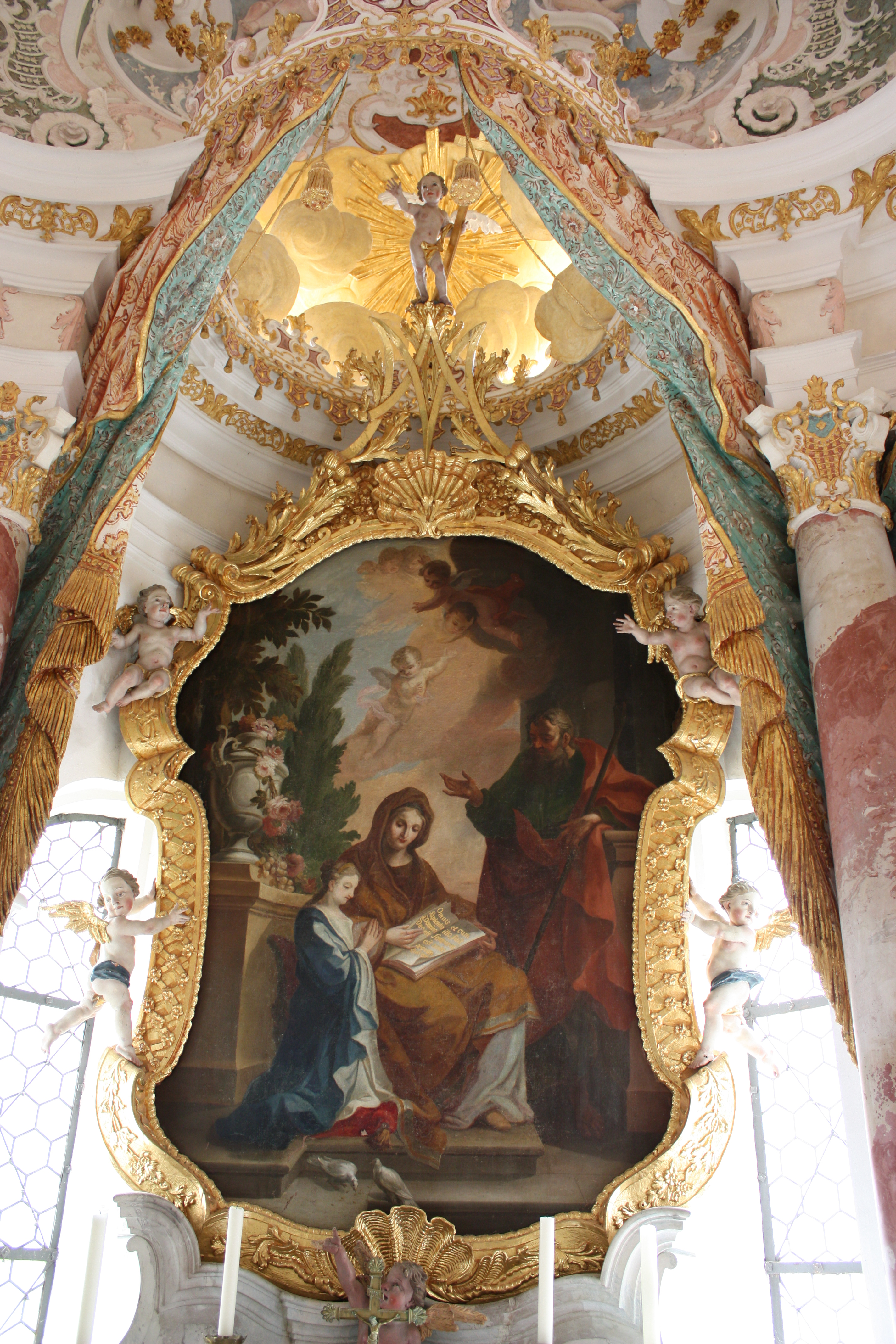
Altarblatt in der St.-Anna-Kapelle im Kreuzgang der ehemaligen Kartause Buxheim bei Memmingen

Anna lehrt Maria das Lesen bezeichnet in der christlichen Ikonographie eine Darstellung, auf der die Mutter Mariens, die hl. Anna, ihre Tochter das Lesen lehrt.
Darstellungen finden sich ab dem 14. Jahrhundert, besonders häufig im Barock. Etwa wurde bei der Pfarrkirche St. Veit in Krems an der Donau für eine Skulptur aus der ersten Hälfte des 14. Jahrhunderts 1739 ein eigener Kapellenanbau errichtet. Eine Anna-selbdritt-Darstellung  in der Ägydiuskirche Pötzleinsdorf zeigt Maria mit dem Jesuskind, daneben Anna mit dem Buch auf den Knien.
Im Zuge der Revolution von 1848 zog Ferdinand I. mit seiner Frau Maria Anna von Savoyen von Wien nach Innsbruck und schenkte einem Dechanten für die Übernachtung im Tiroler Unterland einen von dem Wiener Goldschmied Carl Isack 1850 gefertigten Messkelch, auf dem in einem hochovalen Emailmedaillon als Namenspatronin die hl. Anna dargestellt wird, die Maria das Lesen lehrt.

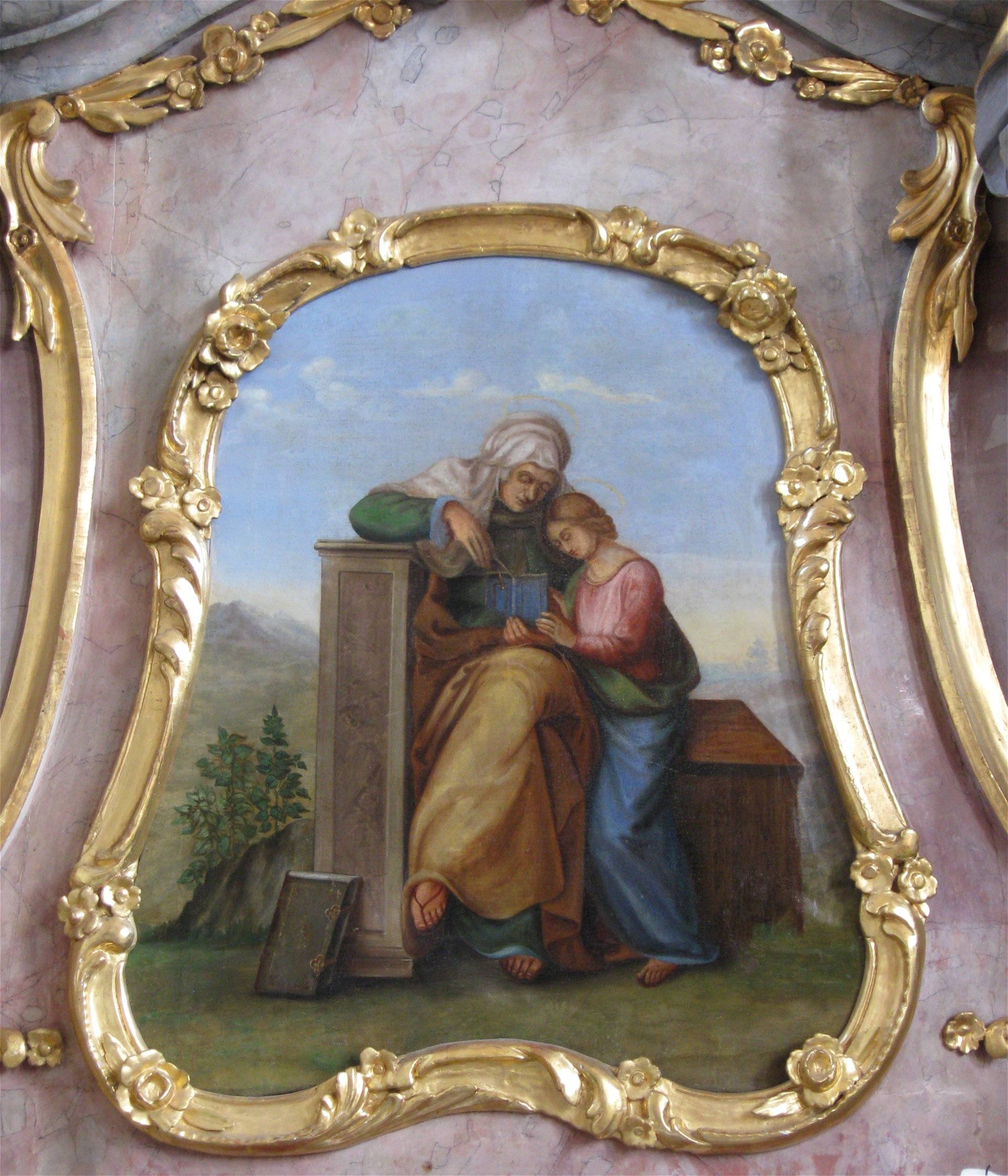
Marienaltar der Pfarrkirche St. Johannes der Täufer in Glonn
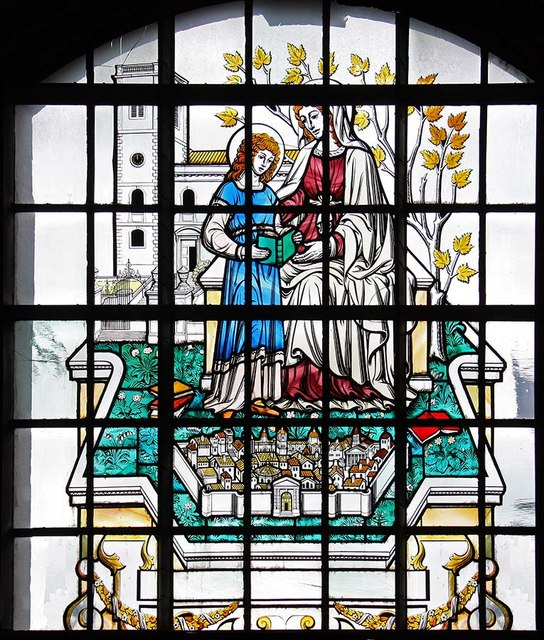
Glasmalerei in Saint Andrew by the Wardrobe in London
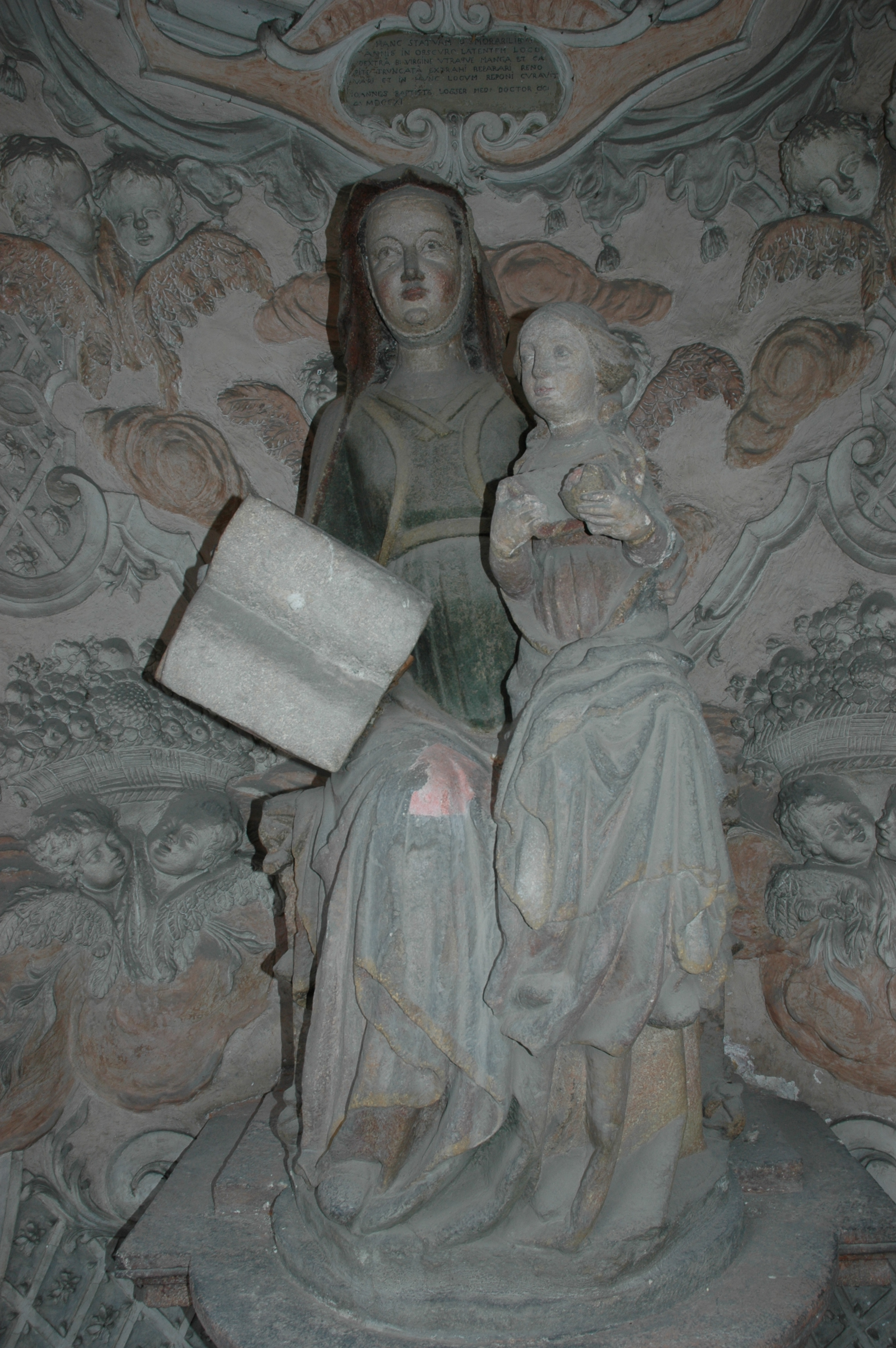
Gotische Steinfigur (erste Hälfte des 14. Jahrhunderts) im barocken Anbau (1739) der Pfarrkirche St. Veit in Krems an der Donau
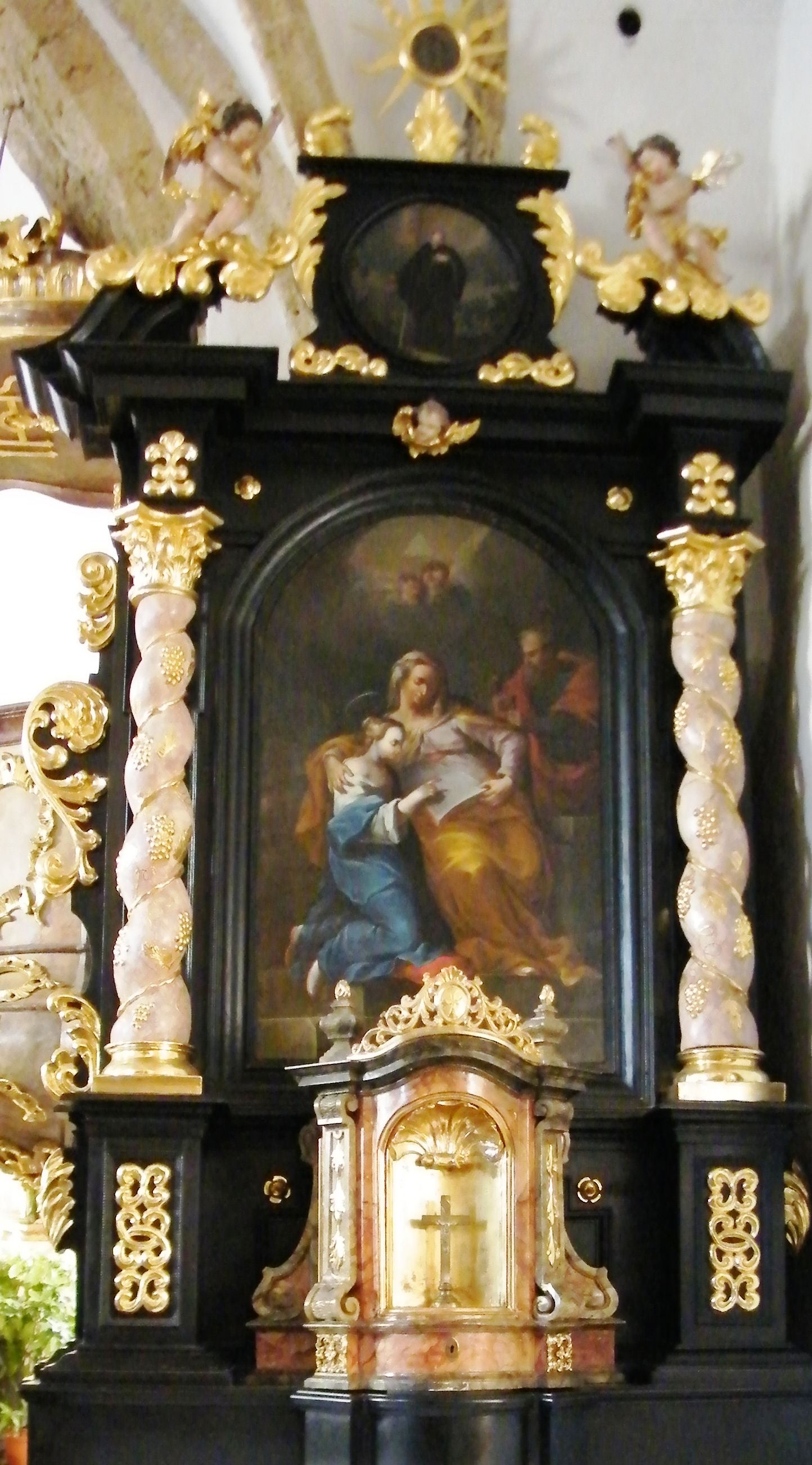
Altarblatt in der Pfarrkirche Faistenau